# Eduardo Estrada
Pour les articles homonymes, voir Estrada.
Estrada  Celis est un nom espagnol. Le premier nom de famille, en général paternel, est Estrada ; le second, en général maternel, souvent omis, est Celis.
Eduardo Estrada Celis, né le 25 janvier 1995 à Sabana de Torres, est un coureur cycliste colombien.

## Repères biographiques
Fin 2014 il signe un contrat avec l'équipe World Tour Lampre-Merida pour la saison 2015, avant de finalement rejoindre la formation D'Amico Bottecchia.

## Palmarès sur route
- 2011
  -  Champion de Colombie sur route cadets
- 2013
  -  Champion panaméricain sur route juniors
  -  Médaillé d'argent au championnat panaméricain du contre-la-montre juniors
  - 2e du championnat de Colombie du contre-la-montre juniors
- 2014
  - Grand Prix de la Municipalité de Vienne
  - 2e étape du Tour de la CABA (contre-la-montre par équipes)
- 2016
  - 2e du championnat de Colombie du contre-la-montre espoirs
- 2017
  - Prologue et 4e étape (contre-la-montre) du Tour de Colombie espoirs

## Palmarès sur piste

### Championnats panaméricains
- 2013
  -  Médaillé d'or de la poursuite individuelle juniors.
  -  Médaillé d'or de la poursuite par équipes juniors.
  -  Médaillé d'or de l'omnium juniors.
- Aguascalientes 2016
  -  Médaillé d'or de la poursuite individuelle.
  -  Médaillé d'or de la poursuite par équipes (avec Juan Esteban Arango, Brayan Sánchez et Wilmar Paredes).
  -  Médaillé d'argent de l'américaine (avec Jordan Parra).

### Jeux d'Amérique centrale et des Caraïbes
- Veracruz 2014
  -  Médaillé d'or de la poursuite par équipes (avec Weimar Roldán, Jordan Parra et Juan Esteban Arango)
- Barranquilla 2018
  -  Médaillé de bronze de la poursuite individuelle

### Jeux bolivariens
- Santa Marta 2017
  -  Médaillé d'or de la poursuite
  -  Médaillé d'or de la poursuite par équipes

### Championnats de Colombie
- Medellín 2016
  -  Médaillé d'argent de la course scratch[4].
- Cali 2017
  -  Médaillé d'or de la poursuite individuelle[5].
  -  Médaillé de bronze de la course aux points[6].
- Cali 2018
  -  Médaillé d'or de la course aux points[7].
  -  Médaillé de bronze de la poursuite individuelle[8].